# ダグ・ブロシュー
ダグ・ブロシュー（Doug Brochu, 1990年9月29日 - ）は、アメリカ合衆国出身の俳優である。

## 出演作品

### テレビ
- めっちゃ ソー・ランダム（グレイディ・ミッチェル）
- スイチュー! フレンズ
- キック ザ・びっくりボーイ
- KING兄弟
- サニーwithチャンス（グレイディ・ミッチェル）
- サニーwithチャンス シーズン2[1]
- ザ・リプレイス 大人とりかえ作戦
- iCarly